# Jerónimo Girón y Moctezuma
Jerónimo Morejón Girón de Moctezuma Ahumada y Salcedo (Ronda, 7 de junio de 1741 - Sevilla, 17 de octubre de 1819) fue un noble y militar español, III marqués de las Amarillas. Participó en la Guerra del Rosellón de 1793-1794 y fue Capitán general de Cataluña, además de virrey de Navarra.

## Familia
Girón nació en una familia noble en Ronda el 7 de junio de 1741. Hijo de Pedro Morejón Girón y Ahumada y Bernarda de Moctezuma y Salcedo, fue descendiente del emperador mexica Moctezuma II. El 22 de octubre de 1770, se casó con Isabel de las Casas y Aragorri, que era seis años más joven. Después de la muerte de su padre, Jerónimo Girón se convirtió en el III marqués de las Amarillas. Su hijo Pedro Agustín Girón, nacido en 1778, fue el primer duque de Ahumada el 1836. Igual que su padre, Pedro obtuvo el cargo de general el ejército de España y luchó en la Guerra de independencia española.